# Trictena atripalpis
Espèce
Trictena atripalpis est une espèce de lépidoptères (papillons) de la famille des Hepialidae endémique de toute la moitié sud de l'Australie.
Sa chenille est souvent utilisée comme appât pour la pêche et est appelée localement bardee.
L'imago a une envergure de 12 cm pour les mâles, 16 pour les femelles.
Les larves vivent sur Casuarina pauper et certaines espèces d'eucalyptus, notamment Eucalyptus camaldulensis.

## Galerie

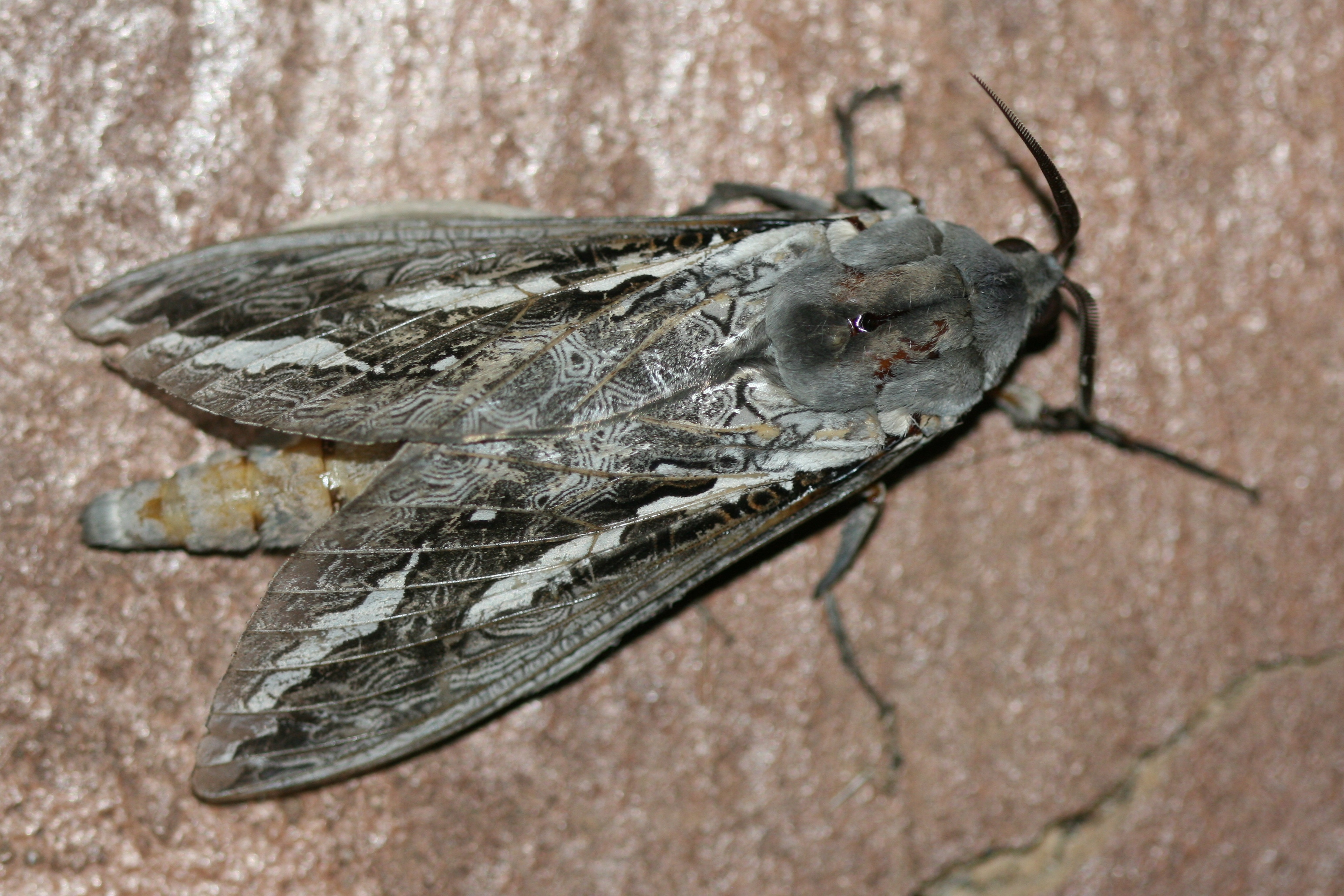

## Synonyme
- Trictena argentata